# ألدو ستيلا
ألدو ستيلا (9 أغسطس 1930 - ) هو لاعب كرة قدم مصري في مركز حراسة المرمى. لعب مع النادي المصري ونادي الزمالك ونادي لاتسيو.
ورد اسم ألدو ستيلا في أحد أشهر استكتشات ثلاثي أضواء المسرح، في استكتش «شالوا ألدو .. جابوا شاهين .. ألدو قال منتوش لعبين».

## مسيرته
في الفترة من أواخر الخمسينات وبداية الستينات كان نادي الزمالك يضم بين صفوفه حارسآ عملاقآ ساهم في حصول الزمالك على أول بطولة دوري في تاريخه.  ألدو ستيلا أسطورة حراسة مرمى الزمالك
الحارس هو ألدو ستيلا من مواليد 1930 لأب وأم إيطاليين، بدأ مشواره مع نادي لاتسيو الإيطالي وأثبت جدارته في قيادة فريق شباب لاتسيو حتى تم تصعيده للفريق الأول للاتسيو ليلعب معهم موسمين قبل أن ينطلق إلى نادي الزمالك في موسم 1957.
لم يأخذ ألدو وقتاً طويلاً لكي يتأقلم مع الفريق، حيث نجح في تحقيق لقب كأس مصر 1957–58 في موسمه الأول مع الزمالك وفي الموسم التالي حقق الفريق إنجازاً تاريخياً بتحقيق ثنائية الدوري والكأس للمرة الأولى في تاريخ الفريق بقيادة مدرب الزمالك اليوغوسلافي إيفان، وكان ذلك هو لقب الدوري الأول للزمالك في تاريخه وتوالت الألقاب على ألدو ورفاقه ليحقق الزمالك لقب الكأس للمرة الثالثة على التوالي في موسم 1959–60 والرابعة في موسم 1961–1962 .
وخلال فترة تألقه مع نادي الزمالك كان يتم استدعاء الحارس الإيطالي لينضم إلي المنتخب الإيطالي، وخاض ألدو العديد من المباريات التاريخية مع الزمالك أبرزها مباراة الزمالك وريال مدريد الإسباني احتفالاً بمرور نصف قرن من الزمان على تأسيس نادي الزمالك.
بعد اعتزال الحارس الإيطالي عانى الزمالك كثيراً لفترة من الزمن في مركز حراسة المرمى حتى جاء ألدو ستيلا مجدداً ولكن تلك المرة كمدرباً لحراس مرمى الفريق ويعد هو من وضع أسس حراسة المرمى في الزمالك وخلفه حراس مرمي عمالقة أمثال عبد الحميد شاهين وسمير محمد علي.
ويحتل ألدو مكانة خاصة في قلوب جماهير نادي الزمالك، ولن تخبو ذكراه علي مدي التاريخ.